# Jacques Spagnoli
Jacques Spagnoli (8 januari 1914 - 5 mei 2002) was een Zwitsers voetballer en voetbalcoach die speelde als aanvaller.

## Carrière
Spagnoli speelde tussen 1932 tot 1949 voor Lausanne-Sport en Lille OSC. Hij maakte zijn debuut voor Zwitserland in 1934 en speelde in totaal 8 interlands waarin hij een keer kon scoren.
Van 1956 tot 1957 maakte hij deel uit van de selectiecommissie die de spelers selecteerden voor de nationale ploeg.